# Lista primarilor din Negrești-Oaș
Acesta este o listă cu primarii din localitatea Negrești-Oaș:
- 1810: Simeon Talpos
- 1814: Constantin Talpos și Andrei Berinde de Budfalva
- 1946: Augustin Sarca
- 1958 – 1965: Climpatiuc Iosif
- 1966 – 1967: Bledea Ioan
- 1968 – 1969: Dan Vasile
- 1970 – 1973: Cadar Gheorghe
- 1973 – 1982: Anițaș Mihai
- 1982 – 1987: Mureșan Vasile
- 1987 – 1989: Bura Nicolae
- 1990: Fanea Ioan
- 1990 – 1996: Berinde Vasile
- 1996 – 2000: Bura Nicolae
- 2000 – 2004: Ghiriti Gheorghe
- 2004 – 2008: Bura Nicolae
- 2008 – 2012: Bura Nicolae
- 2012 – prezent (2023): Aurelia Fedorca[1]